# Javierre del Obispo
Javierre del Obispo (en idioma aragonés Xabierre-Cuarnas o Xabierre de Cuarnas, o también Xabierre de lo bispe) es una localidad española que pertenece al municipio de Biescas, en el Alto Gállego, provincia de Huesca, Aragón.
Desde el punto de vista eclesiástico de la Iglesia católica, pertenece a la Diócesis de Jaca la cual, a su vez, forma parte de la Archidiócesis de Pamplona.

## Geografía
La localidad se encuentra a orillas del Barranco de las Gargantas, a muy corta distancia del río Gállego en el que este desemboca, en el extremo sur del término municipal de Biescas, casi en el límite del término municipal de Sabiñánigo.
Al este de Javierre del Obispo se encuentra el Oturia o Auturia, de 1.920 m de altitud, que la separa del Sobrepuerto, en el término municipal de Broto.

## Comunicaciones

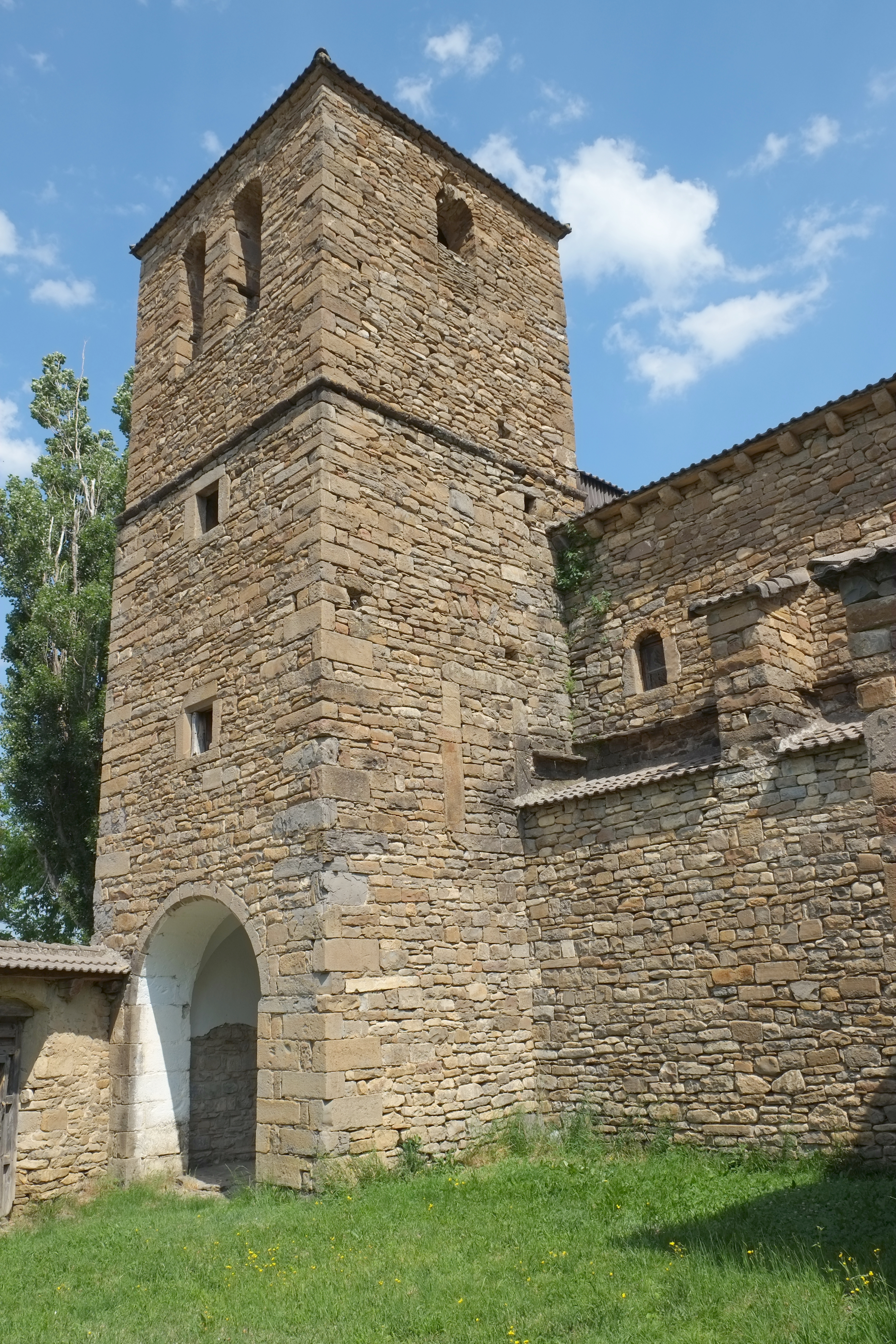
Iglesia de Nuestra Señora de la Asunción

Junto a Javierre del Obispo discurre una pequeña carretera local que, partiendo desde Sabiñánigo, asciende hacia el norte siguiendo el curso del río Gállego, por su orilla derecha, hacia el Pirineo y hacia la capital de su término, Biescas. Antes de llegar a la población, la carretera pasa por Latas y Satué; tras rebasar Javierre del Obispo, discurre por Lárrede, Orós Bajo y Orós Alto antes de alcanzar Biescas.

## Naturaleza
Javierre del Obispo se encuentra rodeado de bosques, en los que se encuentran abetos, arces, hayas, tilos o robles.

## Demografía
Su población era de 9 varones y 6 mujeres (15 habitantes), a 2010 y es de 8 varones y 9 mujeres (17 habitantes), a 2023.
| 7          | 16 | 16 |
| (Fuente: ) |    |    |